# Crimthann III Mor
Crimthann III Mor („Wielki”) lub Crimthann III mac Fidaig – legendarny król Munsteru jako Crimthann I Mor z dynastii Eóganacht w latach 362-379 oraz na wpół legendarny zwierzchni król Irlandii w latach 366-379. Syn Laré Fidacha, syna Aililla III Flannbeca („Małego Rudego”), króla Munsteru (według innych źródeł wnuk Daire’a II Cerbby, króla Munsteru).
Prawdopodobnie był uznany za króla Alby (ob. Szkocja). Wydatnie uwzględniono jego osobę w Baile Chuinn Chétchathaig. Grał także główną rolę w wielu historiach należących do Cykli Królów. Według nich został zastąpiony na tronie Irlandii przez Nialla I od Dziewięciu Zakładników, a na tronie Munsteru przez Conalla Corca. Natomiast jego siostra Mongfind, pierwsza żona arcykróla Eochaida XII Muigmedona, stała się przodkinią Connachta. Crimthann objął zwierzchni tron Irlandii po swym szwagrze Eochaidzie XII, który zmarł śmiercią naturalną w Tarze. Był ostatnim arcykrólem Irlandii z milezjańskiej linii Emera, aż do czasów Briana Bórumy (zm. 1014). Po trzynastu latach rządów miał zostać otruty przez swą siostrę Mongfind.
Według Sanac Cormaic (Słownik Cormaca), Crimthand Mór mac Fidaig miał zbudować wielką fortecę w Kornwalii, znaną jako Dind Traduí (Dinn Tradui; Forteca Trzech Wałów). To może być skojarzone z Dind map Letháin, kolonialną fortecą zbudowaną przez spokrewnionych Uí Liatháin (wcześniejsza forma Létháin), którzy w późniejszych czasach w Brytanii byli aktywni na stulecia. Mogli wycofać się do południowej Walii lub Kornwalii w wyniku wyparcia z północnej Walii przez Cuneddę. Crimthann i wcześni Uí Liatháin mogli należeć do historycznych Antecotti (ok. 368 r.). Ci byli wspominani przez św. Hieronima ze Strydonu, jako okrutni i rozpustni barbarzyńcy, obcinający kobietom piersi oraz żyjący w gromadnych małżeństwach. Mieli tego dokonać podczas najazdu na dolinę francuskiej Loary.
Według Laud 610, średniowiecznego manuskryptu z XV w., ojcem Crimthanna Mora miał być Láre Fidach, syn Aililla Flannbeca, króla Munsteru. Prawdopodobnie doszło do pomyłki, bowiem Mongfind jest po prostu nazywana córką Dáire’a (Cerbba?), nie Fidacha. Zaś w Księdze Lismore ojciec Dáire’a nazywał się Findchad, natomiast Crimthand Mór nie jest w ogóle tam wspominany.